# Chociwel (gromada)
Chociwel – dawna gromada, czyli najmniejsza jednostka podziału terytorialnego Polskiej Rzeczypospolitej Ludowej w latach 1954–1972.
Gromady, z gromadzkimi radami narodowymi (GRN) jako organami władzy najniższego stopnia na wsi, funkcjonowały od reformy reorganizującej administrację wiejską przeprowadzonej jesienią 1954 do momentu ich zniesienia z dniem 1 stycznia 1973, tym samym wypierając organizację gminną w latach 1954–1972.
Gromadę Chociwel z siedzibą GRN w mieście Chociwlu (nie wchodzącym w jej skład) utworzono – jako jedną z 8759 gromad na obszarze Polski – w powiecie stargardzkim w woj. szczecińskim na mocy uchwały nr V/50/54 WRN w Szczecinie z dnia 5 października 1954. W skład jednostki weszły obszary dotychczasowych gromad Bród, Kania, Karkowo i Oświno ze zniesionej gminy Kania oraz obszar dotychczasowej gromady Wieleń Pomorski (bez miejscowości Sadlino) ze zniesionej gminy Długie w tymże powiecie. Dla gromady ustalono 13 członków gromadzkiej rady narodowej.
1 stycznia 1962 do gromady Chociwel włączono miejscowości Chlebowo i Rosowo ze zniesionej gromady Chlebówek oraz miejscowości Pieczonka, Sątyrz, Kamionka, Kamionny Most i Lublino ze zniesionej gromady Kamienny Most w tymże powiecie.
1 stycznia 1969 do gromady Chociwel włączono miejscowości Długie, Płątkowo i Starzyce ze zniesionej gromady Długie oraz miejscowości Bobrowniki i Lisewo ze zniesionej gromady Dzwonowo w tymże powiecie.
Gromada przetrwała do końca 1972 roku, czyli do kolejnej reformy gminnej. 1 stycznia 1973 w powiecie stargardzkim utworzono gminę Chociwel.